# مساحة المستخدم
تُقسم الذاكرة الافتراضية بواسطة أنظمة التشغيل التقليدية إلى مساحتين، مساحة النواة ومساحة المستخدم. تحفظ مساحة النواة لتشغيل النواة، وامتدادات النواة، وأكثر مشغلات الأجهزة. في المقابل، تخصص مساحة المستخدم لتشغيل تطبيقات المستخدم، ويمكن مسح هذا الجزء من الذاكرة عند الضرورة.
ويشير مصطلح أرض المستخدم إلى برامج التطبيقات التي تعمل في مساحة المستخدم. ويدل المصطلح على البرمجيات والمكتبات البرمجية المختلفة التي يستخدمها نظام التشغيل للتعامل مع النواة: وهي البرامج التي تقوم بعمليات الإدخال والإخراج، والبرامج التي تتعامل مع عناصر نظام الملفات، وغيرها.
كل عملية في أرض المستخدم تعمل في مساحة الذاكرة الافتراضية الخاصة بها، وما لم يطلب صراحة، فإن العملية لا يمكنها الولوج لمساحات الذاكرة المخصصة لعمليات أخرى. وهذا هو أساس حماية الذاكرة في معظم نظم التشغيل الحديثة، وهو جزء مهم في تقنية فصل الامتيازات. حسب الامتيازات الممنوحة، يمكن للعملية أن تطلب من النواة إعطاء جزء من مساحة الذاكرة المخصصة لعملية أخرى، كما في حالة المصححات. يمكن للبرامج (العمليات) أيضًا أن تطلب مساحة ذاكرة مشتركة مع عمليات أخرى.
هناك مقاربة أخرى في نظم التشغيل التجريبية، وفيها تخصص مساحة عنوان واحدة لكل البرمجيات، ولمنع الولوج إلى الذاكرة الاختيارية، يُعتمد على الآلة الافتراضية للغة البرمجة، لا يمكن للبرامج أن تحصل على مراجع للعناصر التي لا يسمح لها بالولوج إليها. وهذه الطريقة مطبقة في جه أو إس إكس، وينويونيوم، ومشروع سينجلارتي البحثي التابع لمايكروسوفت.

## هامش
1. ↑  userland. ملف المصطلحات Jargon File، إريك ريموند، ولوج في 28 مايو، 2013. نسخة محفوظة 18 يوليو 2017 على موقع واي باك مشين.

1. ↑  User space
2. ↑  User land
3. ↑  JOSX
4. ↑  Unununium

## وصلات خارجية
- تعريف مساحة المستخدم، linfo.org مشروع معلومات لينكس. (بالإنجليزية)